# سیارک ۸۹۷۰
سیارک ۸۹۷۰ (به انگلیسی: 8970 Islandica، نامگذاری:1355T-2) هشت هزار و نهصد و هفتادمین سیارک کشف شده‌است که در ۲۹ سپتامبر ۱۹۷۳ کشف شد.
قدر مطلق سیارک برابر ۱۳٫۸۰ است.